# HD 75063
HD 75063 är en ensam stjärna belägen i den mellersta delen av stjärnbilden Seglet och som också har Bayer-beteckningen a Velorum. Den har en skenbar magnitud av ca 3,87 och är svagt synlig för blotta ögat där ljusföroreningar ej förekommer. Baserat på parallaxmätning inom Hipparcosuppdraget på ca 1,8 mas, beräknas den befinna sig på ett avstånd på ca 1 900 ljusår (ca 570 parsek) från solen. Den rör sig bort från solen med en heliocentrisk radialhastighet på ca 23 km/s.

## Egenskaper
HD 75063 är en vit stjärna av spektralklass A1 III eller A0 II, som anger antingen en jätte eller en ljusstark jätte. Den har en massa som är ca 9 solmassor, en radie som är ca 4,5 solradier och har ca 8 670 gånger solens utstrålning av energi från dess fotosfär vid en effektiv temperatur av ca 8 000 K.